# Harlingertrekvaart
De Harlingertrekvaart was een trekvaart tussen Harlingen en Leeuwarden. Hij ontstond in 1646 door de aanleg van een trekweg op een van de oevers van de bestaande vaarverbinding.

De Harlingertrekvaart omstreeks 1900 bij Harlingen

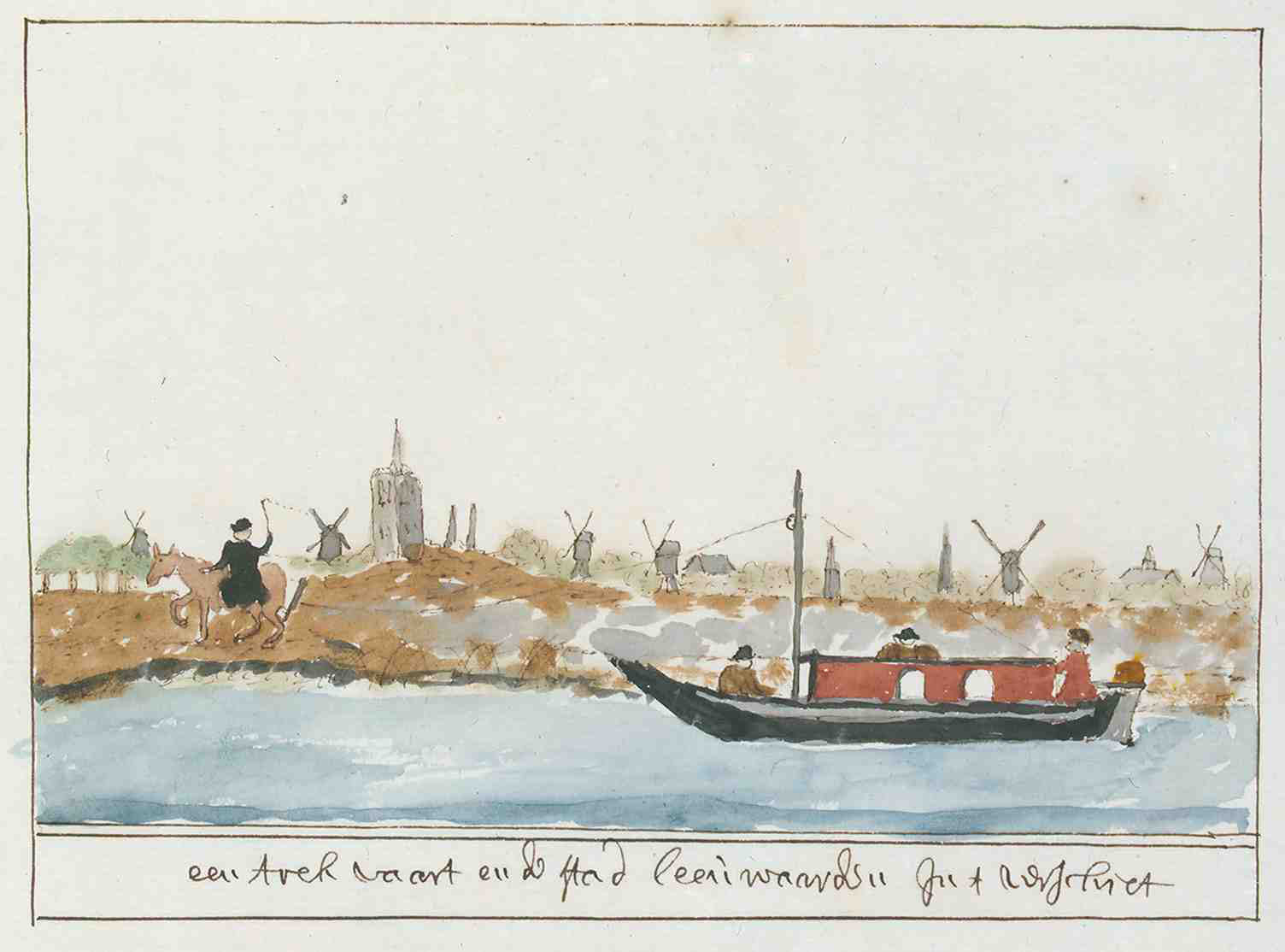
Trekschuit in Leeuwarden, door Andries Schoemaker

## Voorgeschiedenis
Gedeputeerde Staten van Friesland verleenden op 24 juli 1640 de steden Leeuwarden, Franeker en Harlingen vergunning (octrooi) tot het aanleggen van een trekweg van Leeuwarden naar Harlingen: de Harlingertrekweg. 
Harlingen had de beide andere steden benaderd en het was de bedoeling dat elke stad een derde van de trekweg ging aanleggen en onderhouden en daarmee het recht verwierf op een derde van de tolopbrengsten. 
De trekweg zou grotendeels worden aangelegd langs de noordelijke oever van de bestaande waterverbinding tussen Leeuwarden en Harlingen. Men hoefde dus niet een trekvaart te graven.

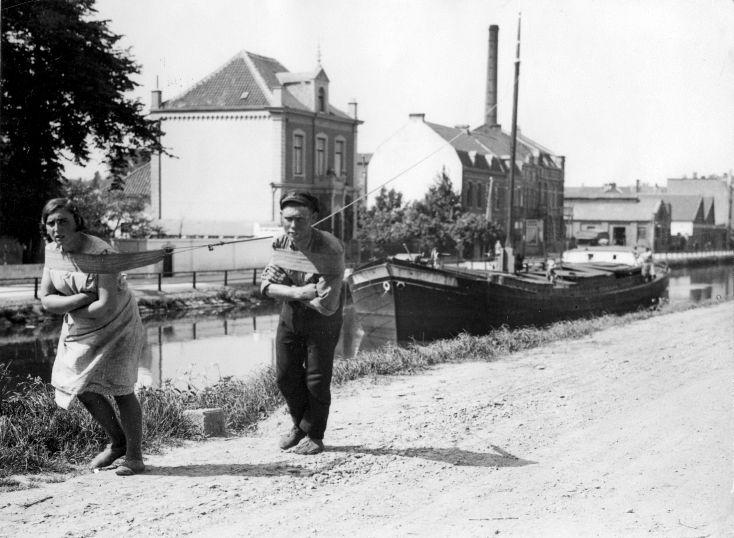
Trekkers van een vrachtschip, ergens in Nederland (1931)

### Onderhoud trekvaart
Het onderhoud van waterverbindingen was al eeuwenlang geregeld. In principe moesten de grietenijen en steden dat doen voor zover dat water door hun grondgebied liep. Wat het onderhoud van de toekomstige trekvaart betrof was Franeker ver in het nadeel. Het deel tussen Kingmatille en Kiesterzijl lag helemaal binnen het gebied van Franeker. Maar bovendien had de stad zich in 1456 verplicht om ook het gedeelte vanaf Kiesterzijl tot Harlingen te onderhouden. De havenstad hoefde alleen de vaarroute door de grachten en de sluizen te onderhouden. Leeuwarden onderhield het gedeelte vanaf de stadgrens tot aan Ritsumazijl. De resterende stukken waren voor Menaldumadeel en Franekeradeel. Deze verdeling betekende dat Franeker ongeveer de helft van de trekvaart onderhield, Harlingen helemaal niets en Leeuwarden een klein stukje. 

### Franeker uitgesloten
Franeker probeerde daarom in de onderhandelingen over de trekweg compensatie te krijgen voor hun hoge onderhoudskosten van de trekvaart: een groter aandeel in de opbrengst uit de tollen van de trekweg of een kleiner aandeel in de trekwegkosten. De beide andere steden voelden daar niets voor en men kwam er niet uit. Daarop gaven de Staten van Friesland de vervolgvergunningen (taxeren te onteigenen stroken land en nadere uitwerkingen) in 1641 alleen aan Leeuwarden en Harlingen. Franeker verzette zich maar bleef vasthouden aan compensatie en dat leidde ertoe dat in september 1645 de Staten van Friesland de stad Franeker definitief uitsloten van deelname aan de trekweg omdat het bleef weigeren een derde van de kosten te betalen en genoegen te nemen met een derde van de tolopbrengst.

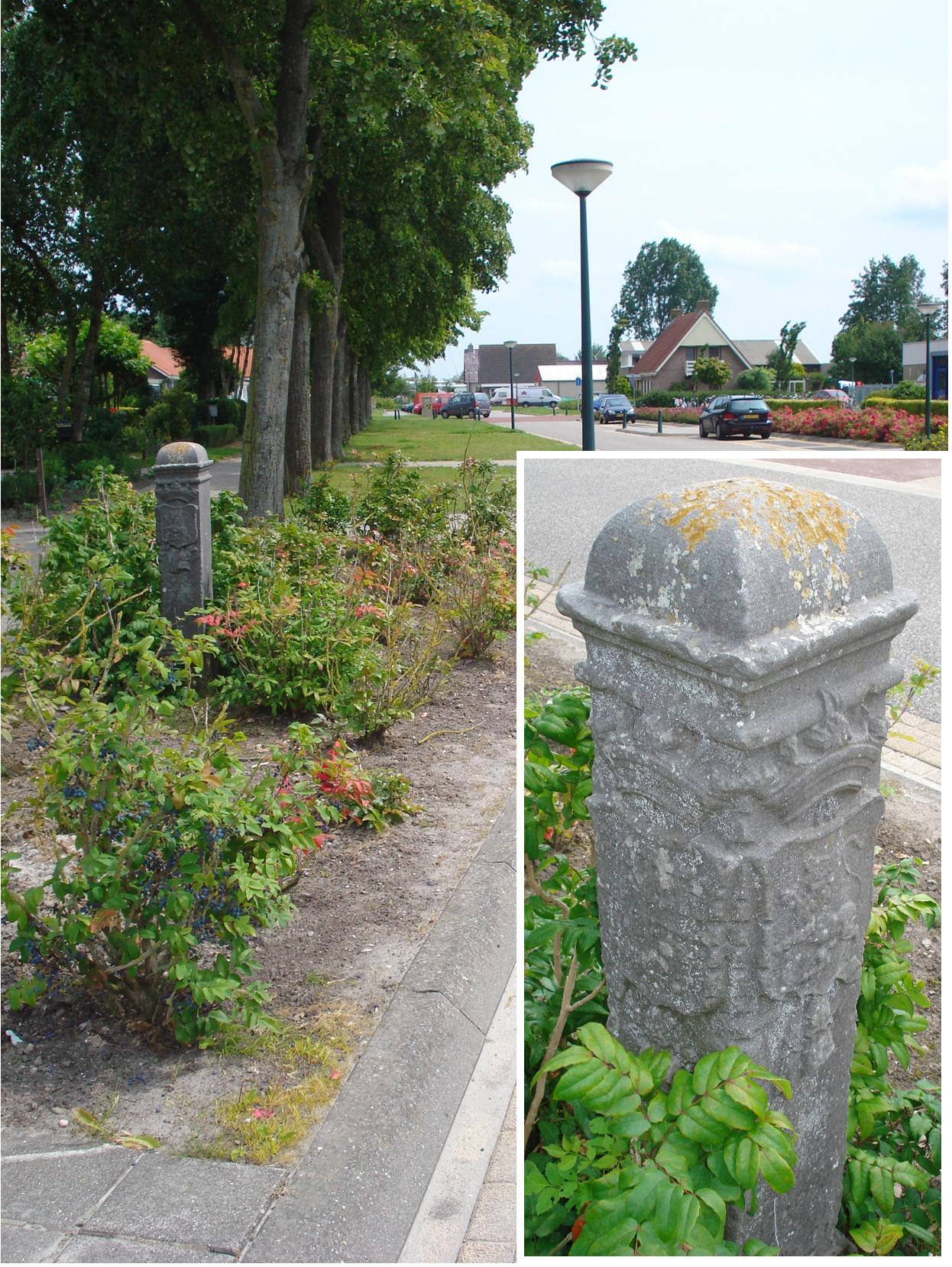
In 1930 verplaatste scheidpaal, van Kingmatille naar Ljouwertertrekwei Dronryp; de wapens van Harlingen en Leeuwarden zijn nog te herkennen.

## Acte van Societeit
Leeuwarden en Harlingen deden gezamenlijk het onderhoud van de trekweg en dat legden ze in 1650 vast in een Acte van Societeit. De beide steden kregen in de loop der jaren ruzie o.a over de hoge kosten. Daarom besloten ze elk een eigen stuk trekweg te onderhouden. Deze afspraak legden ze op 17 april 1685 vast in een Acte van separatie ende limytscheydinge. De grens lag iets oostelijk van Kingmatille en werd aangegeven met een stenen scheidpaal waarin de stadswapens van de beide steden waren gebeiteld.

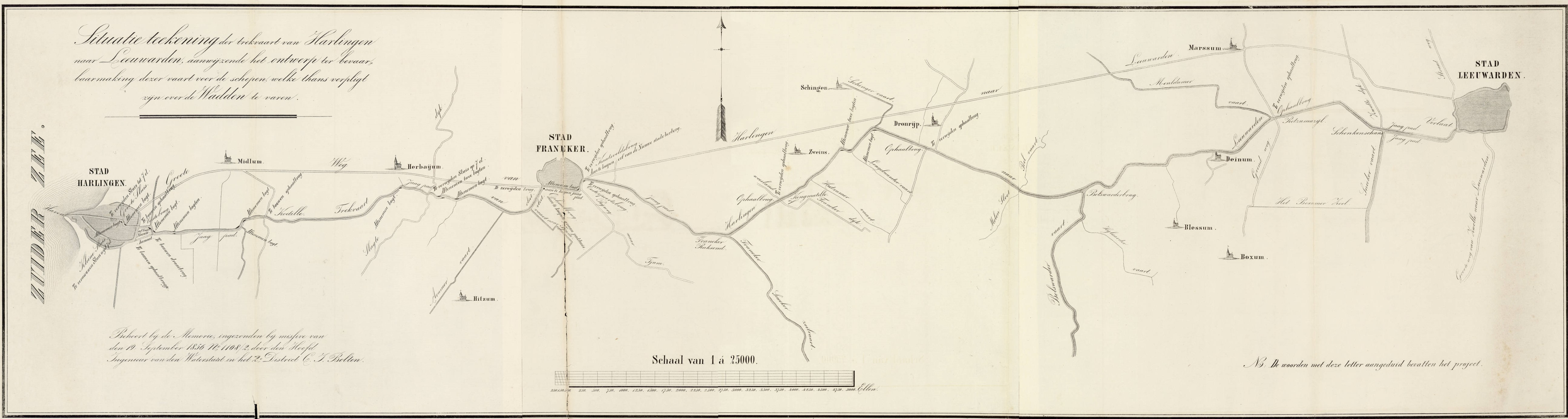
De Harlingertrekvaart van Harlingen tot Leeuwarden in 1856

De trekschuiten voeren vijf keer per dag in beide richtingen. Tot 1795 vervoerde de trekschuit tussen beide steden gemiddeld 25.000 passagiers per jaar. De aanleg van rijkswegen en spoorlijnen in de negentiende eeuw maakte het belang van de trekschuiten een stuk kleiner en met de komst van tram- lokaalspoorlijnen rond 1880 was de trekschuit definitief verleden tijd.

## Grens trekweg-onderhoud verlegd
In 1921 werd in Franeker eigenmachtig een stuk van de trekweg verlegd voor de haven bij de suikerfabriek Frisia. Harlingen protesteerde en de provincie bemoeide zich ermee. Het resultaat was dat Franeker het deel van de trekweg binnen zijn gemeente zelf in onderhoud nam. Harlingen en Leeuwarden moesten het overblijvende deel van de trekweg opnieuw verdelen. Ze werden het pas in 1929 eens en de stenen scheidpaal werd in de zomer van 1930 verplaatst van Kingmatille naar Dronrijp.

## Het einde van trekweg en trekvaart
Inmiddels waren er plannen om de Harlingertrekvaart te verbeteren in het kader van het noordelijk kanalenplan. De vaart zou onderdeel worden van het latere Van Harinxmakanaal. Harlingen en Leeuwarden droegen de eigendom en het onderhoud van hun trekweg stukje bij beetje over aan belanghebbende particulieren, gemeenten of de provincie. 
Er zijn nog enkele tastbare herinneringen aan de Harlingertrekweg. In de westelijke uitbreiding van Leeuwarden ligt langs de Harlingervaart op de noordelijke oever de Harlingertrekweg. Ritzumazijl en Deinum kennen nog een Trekwei. In Dronrijp staat de stenen scheidpaal nog steeds aan de Ljouwertertrekwei, aan een afgesneden en gedempt trekvaartvak. Harlingen houdt met Franekertrekvaart, Oud Jaagpad en Oude Trekweg de herinnering aan de oorspronkelijke Harlingertrekweg levend.